# 馬爾莫雷拉

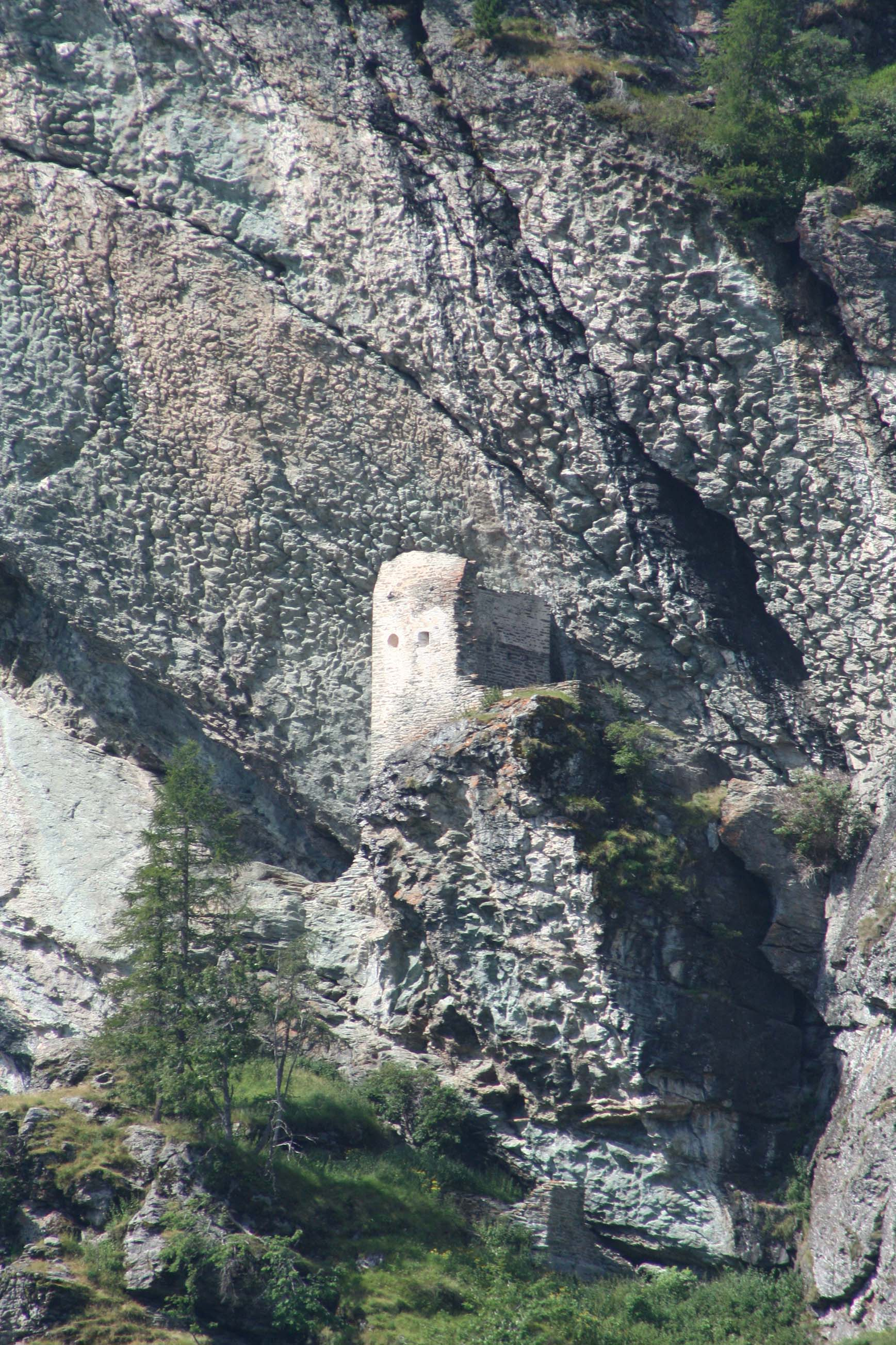

馬爾莫雷拉是瑞士的城鎮，位於該國東部，由格勞賓登州負責管轄，面積18.9平方公里，海拔高度1,720米，2011年人口38，人口密度每平方公里2人。

## 外部連結
- Official website （德文）